# Берлинска катедрала
Берлинската катедрала (на немски: Berliner Dom) е енорийска църква на прускоуниатската Евангелистка църква на Берлин, Бранденбург и Силезийска Горна Лужица, разположена в централната част на Берлин, Германия.
Въпреки наименованието си в действителност църквата не е катедрална, тъй като никога не е била църква на катедрата на епископ.
Съвременната сграда е построена през 1894 – 1905 година в неоренесансов стил по проект на архитектите Юлиус и Ото Рашдорф. Първоначално е римокатолическа църква.
Централният купол е разрушен по време на Втората световна война, след края на която е заменен с временна конструкция. Съвременния си вид сградата придобива след продължителна реконструкция в периода 1967 – 1993 година.